# لباس ژنده ویلی درمانده
لباس ژنده ویلی درمانده (انگلیسی: Weary Willie's Rags) یک فیلم کمدی صامت کوتاه به تهیه‌کنندگی آرتور هاتلینگ است که در سال ۱۹۱۴ منتشر شد. از بازیگران این فیلم می‌توان به اولیور هاردی و هری لورین اشاره کرد.